# Simply Red
Simply Red er et britisk soul og popband, der blev dannet i Manchester i 1985. Forsangeren for bandet er sanger og sangskriver Mick Hucknall, der, da gruppen gik i opløsning i 2010, var det eneste oprindelige medlem. Gruppen blev gendannet i 2015. Siden udgivelsen af deres debutalbum Picture Book (1985), har de haft ti sange, der er nået ind i top 10 på UK Singles Chart, inklusive Holding Back the Years" og "If You Don't Know Me by Now", der begge toppede som nummer 1 på den amerikanske Billboard Hot 100. De har haft fem albums på førstepladsen af albumhitlisten i Storbritannien, og deres album Stars (1991) er blandt de bedst sælgende albums i Storbritannien nognesinde.
I både 1992 og 1993 ved Brit Awards modtog de prisen for Best British Group. De har modtaget tre Grammy Award nomineringer: for bedste nye kunstner i 1987, og "Holding Back the Years" og "If You Don't Know Me by Now" for bedste poppræstation af duo eller gruppe med vokal. Simply Red har solgt over 50 millioner albums.

## Diskografi
- Picture Book (1985)
- Men and Women (1987)
- A New Flame (1989)
- Stars (1991)
- Life (1995)
- Blue (1998)
- Love and the Russian Winter (1999)
- Home (2003)
- Simplified (2005)
- Stay (2007)
- Big Love (2015)
- Blue Eyed Soul (2019)
- Time (2023) (udkommer 26. maj)[8]